# True Colors (película)
True Colors (El color de la ambición en España, El color de la venganza en México y El verdadero ser en Argentina) es una película estadounidense de 1991 dirigida por Herbert Ross y protagonizada por John Cusack, James Spader e Imogen Stubbs.

## Argumento
Peter y Tim son dos personas muy distintas. La motivación de Peter en la vida es el ansia de poder. Motivado por ello no duda en hacer lo que haga falta para conseguir que sus planes se cumplan. Por su parte, Tim es un idealista y cree en la justicia. Su sueño es ser fiscal para poder luchar así por sus principios.
Aun así ambos son grandes amigos desde que se conocieron en la facultad de Derecho cuando ellos estaban en sus tiempos como estudiantes. Sin embargo, las dos personalidades, como son tan diferentes, pronto causarán a que entren por ello en conflicto.

## Reparto
| Actor                | Personaje                |
| -------------------- | ------------------------ |
| John Cusack          | Peter Burton             |
| James Spader         | Tim Gerrity              |
| Imogen Stubbs        | Diana Stiles             |
| Mandy Patinkin       | John Palmeri             |
| Richard Widmark      | Senador James Stiles     |
| Dina Merrill         | Joan Stiles              |
| Philip Bosco         | Senador Frank Steubens   |
| Paul Guilfoyle       | John Laury               |
| Brad Sullivan        | Agente del FBI Abernathy |
| Russell Dennis Baker | Todd                     |
| Don McManus          | Doug Stubblefield        |

## Producción
La película se rodó en Charlottesville y Richmond, en el estado de Virginia, en Big Sky en el estado de Montana, en Annapolis en el estado de Maryland y en Washington D. C. El rodaje empezó 19 de marzo de 1990 y, una vez terminado, se estrenó el 15 de marzo de 1991.

## Recepción
Hoy en día la película ha sido valorada en portales cinematográficos y críticos profesionales. En IMDb, con aproximadamente 5700 votos registrados, el filme obtiene una media ponderada de 6,3 sobre 10. En cuanto a Rotten Tomatoes, los más de 2500 votos registrados allí le dieron una valoración media de 3,2 de 5, mientras que los 18 críticos profesionales registrados allí le dieron una valoración media de 5 de 10. También cabe destacar, que en La Vanguardia el 64 % de los usuarios registrados allí le dan una valoración positiva.